# ستايسي جونز
ستايسي جونز (بالإنجليزية: Stacy Jones)‏ هو لاعب كرة قاعدة أمريكي، ولد في 26 مايو 1967 في غادسدن في الولايات المتحدة.